# Арапов, Устин Иванович
 Устин Иванович Ара́пов  (1797 — 1873) — генерал-майор, участник русско-турецкой войны, общественный деятель, тамбовский губернский предводитель дворянства.

## Биография
Родился в 1797 году. Происходил из дворян Тамбовской губернии.
Службу начал 24 апреля 1814 года в Кавалергардском полку юнкером, 22 января 1815 года произведен в эстандарт-юнкеры, а 8 декабря того же года в корнеты. Произведенный в 1817 году в поручики, он в 1818 году был назначен адъютантом к генерал-адъютанту графу Ламберту.
В 1819 году произведен в штабс-ротмистры, а в 1822 году в ротмистры. 2 апреля 1826 года отчислен во фронт, а через две недели назначен адъютантом к графу Витгенштейну, а в 1827 году назначен старшим адъютантом штаба 2-й армии. Принимал участие в русско-турецкой войне. В 1828 году произведен в полковники.
В 1829 году отчислен по кавалерии, а в 1830 во время холеры году он был командирован губернатором для проверки кордона, расположенного в Тамбовской губернии, а затем был санитарным попечителем 3-й части Тамбова. В 1834 году уволен в отставку в чине генерал-майора с мундиром и пенсией.
В 1836 году Арапов был избран Тамбовским уездным предводителем дворянства, каковым он служил два трехлетия по 1846 год. Устин Иванович стал учредителем Александрийского института благородных девиц, многое сделал для нужд заключенных, руководя комитетом попечительства о тюрьмах.
Близ села Арапово Устин Иванович обустроил имение с домом, дворовыми постройками, огромным парком и садами. На реке Липовице была создана цепь прудов, в которых разводили рыбу на продажу. Вишневый и яблоневый сады, огород в восемь десятин давали фрукты и овощи. Земельные угодья предназначались для хлебопашества. Урожай хранился в хлебных магазинах (складах). Для его переработки Арапов построил винокуренный завод и мукомольную мельницу. Леса давали дрова и материал для строительства. На лесных опушках располагались пчельники. Помимо имения, которое в качестве наследства перешло дочери Екатерине при замужестве, Устин Иванович построил в Арапово красивый двухэтажный дом в мавританском стиле.
Скончался в 1873 году в Тамбове.

## Семья
Был женат на дочери генерал-лейтенанта Ивана Терентьевича Сазонова Марии Ивановне и от неё имел детей: Александра, Николая, Михаила, Константина, Евгения, Петра, Марию, Ивана, Сергея и Екатерину. Его внучка Анастасия Николаевна Арапова была замужем за Маннергеймом.

## Награды
- Орден Святой Анны 3-й ст.
- Орден Святого Владимира 4-й ст. с бантом.
- Орден Святой Анны 2-й ст.
- Орден Святого Владимира 3-й ст. (29 октября 1843 года)
- Медаль «За турецкую войну»